# Kabiren-Gruppe
Als Kabirengruppe (auch Kabiren-Vasen) bezeichnet man eine Gattung böotischer Vasen, die im schwarzfigurigen Stil verziert wurden. Neben dem Stil werden auch die Künstler der Kabiren-Vasen Kabiren-Gruppe genannt.

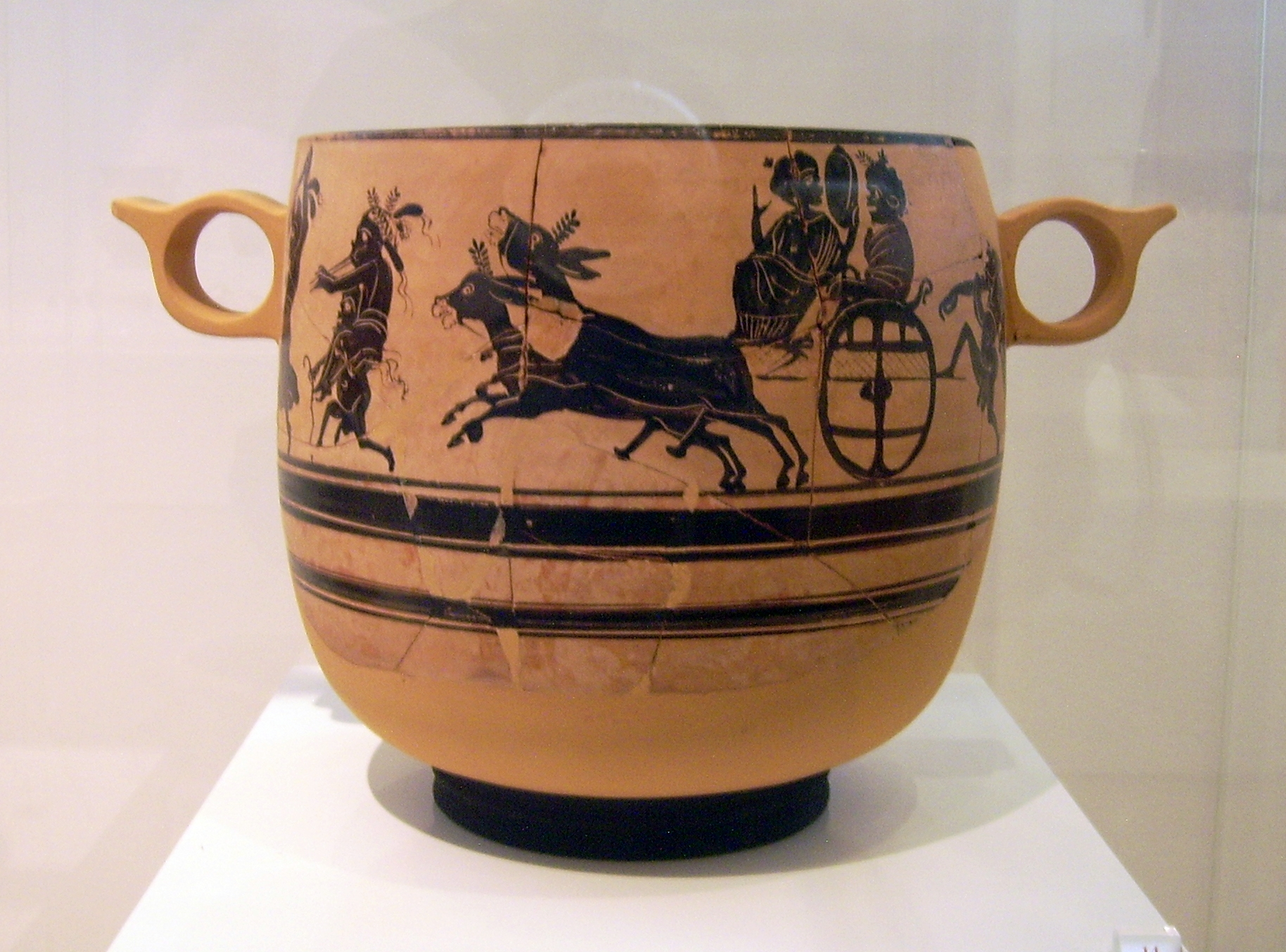
Kabirenskyphos. Prozession zum Heiligtum der Kabiren. Aus Theben. Vom Mystai-Maler. Spätes 5., frühes 4. Jahrhundert v. Chr.

Bei den Kabiren-Vasen handelt es sich um die Hauptgattung schwarzfiguriger Vasen aus Böotien. Sie erhielten ihren Namen nach dem Kabirenheiligtum bei Theben, wo ein Großteil der Vasen gefunden wurde. Zudem wurden auch Vasen in den Gräbern der 338 v. Chr. bei Cheironea gefallenen Thebaner gefunden. Es wurden vor allem Skyphoi, daneben auch tiefe, kugelige Kantharoi mit vertikalen Ringhenkeln, als Bildträger verwendet. Andere Formen wie Lebes, Schalen und Pyxiden treten nur selten auf. Die Vasen wurden etwa in der Zeit zwischen 425/420 und 350 v. Chr. produziert, vielleicht auch noch etwas darüber hinaus. Es werden Kultszenen gezeigt, die meist mythologische Themen karikieren, und wohl auch mit dem Kabirenkult zu tun hatten. Außerdem gibt es Szenen von Symposien, die im Heiligtum stattfanden. Kennzeichnend für die Gattung sind die humorig-überzeichneten Darstellungen, die jedoch nur auf einem Teil der Bildträger vorkommen. Neben den humorigen Szenen gibt es auch ernsthafte Darstellungen aus dem kultischen Leben. Der größere Teil der Vasen ist nur mit Pflanzenmustern verziert. Viele der Gefäße wurden nur auf der Vorderseite bemalt. In der Forschung wurden mehrere Malerhände geschieden, darunter der Mystai-Maler und der Kabiros-Maler.